# Grande Logia Simbólica Espanhola
A Gran Logia Simbólica Española (Grande Logia Simbólica Espanhola, GLSE) é uma das principais Obediências maçónicas (organizações que integram várias Lojas) existentes em Espanha. Pertence ao conjunto de Obediências integradas no CLIPSAS, e define-se como Obediência mista ou igualitária, liberal e adogmática.  

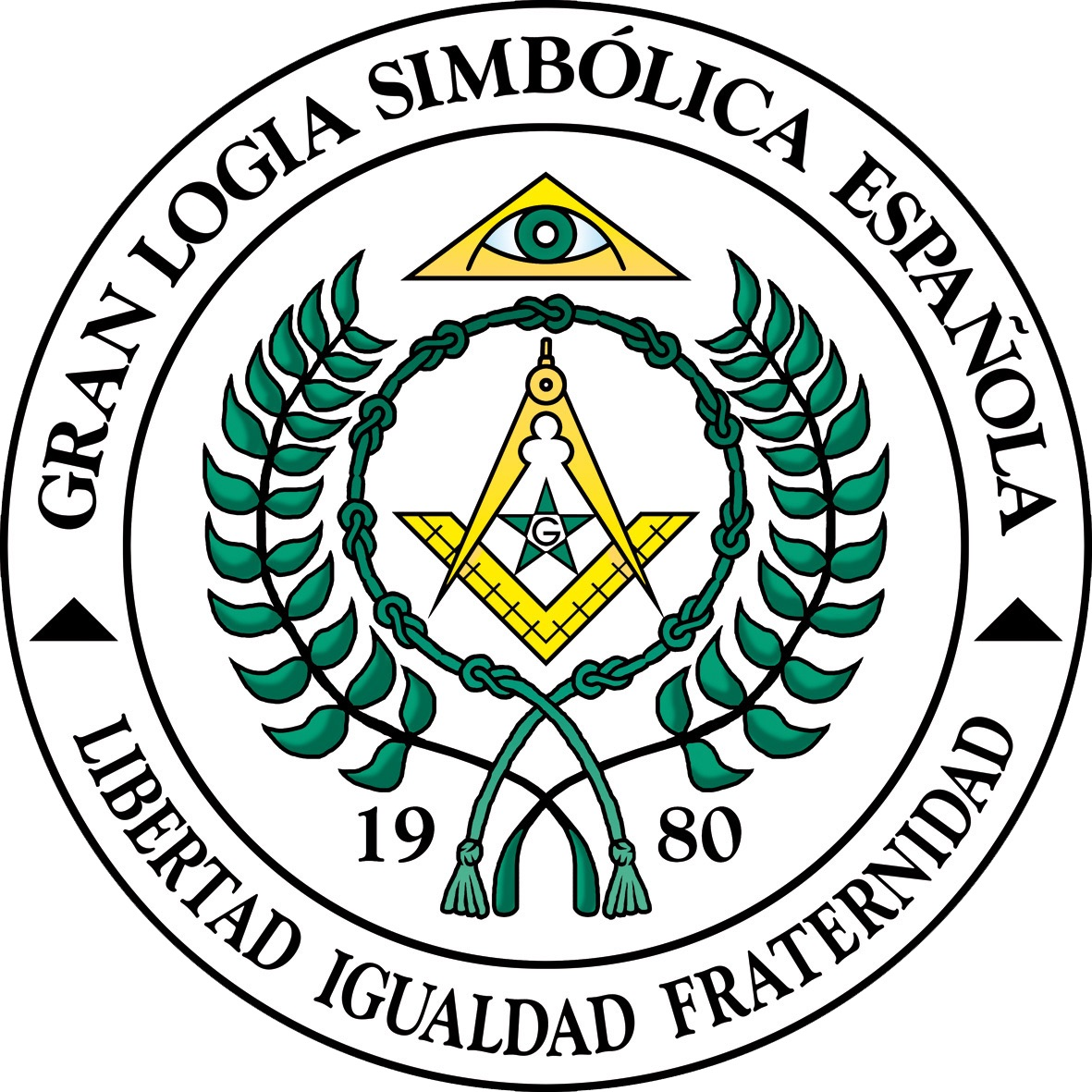
Selo da Grande Logia Simbólica Espanhola

## Definição
A GLSE pertence à tradição francesa ou continental da Maçonaria mundial. Diferencia-se da tradição inglesa, que se chama a si mesma “regular”, dado que esta última obriga os maçons a crer num deus revelado e na imortalidade da alma, e não permite o acesso às mulheres. A GLSE, como muitas outras organizações maçónicas de todo o mundo, não assume nenhuma dessas condições. A sua condição de mista ou igualitária significa que, em nome do princípio da Igualdade, acolhe tanto homens como mulheres nas suas Lojas, sem a mínima diferença nem em direitos nem em obrigações. O termo liberal, neste contexto, significa que na GLSE não existem cargos vitalícios: todos os seus representantes são eleitos livremente por todos os maçons e maçonas, por um período fixo, que só pode renovar-se uma vez. O adogmatismo, que procede também da tradição da Maçonaria continental europeia, implica que a GLSE não exige aos seus membros que sejam teístas nem deístas: considera que as crençias religiosas, ou a ausência de crenças, pertencem ao pensamento íntimo de cada maçon. Assim, pois, partilha o princípio do laicismo, segundo o qual ninguém deve impor as suas crenças aos demais, e considera que é essencial a defesa de um espaço de convivência civil e comum a todos, no qual todas essas crenças, ou a ausência delas, possam coexistir em pé de igualdade, em plena liberdade e sem o menor privilégio para ninguém.
A GLSE, para além de pertencer ao CLIPSAS, faz parte da União Maçónica do Mediterrâneo (UMM), da Aliança Maçónica Europeia (AME), da COMALACE (Contribution des Obédiences Maçonniques Libérales et Adogmatiques à la Construction Européenne) e é fundadora do Espacio Masónico de España (EME).

## História
Depois da ditadura franquista, a Maçonaria voltou a ser legal em Espanha, no dia 19 de maio de 1979, graças a uma sentença da Audiencia Nacional (tribunal espanhol, tanto de instância como de apelação, para as matérias especificamente previstas na Lei Orgânica do Poder Judicial espanhol). Esta sentença anulava uma resolução do Ministério do Interior (dirigido por Rodolfo Martín Villa) que pretendia manter a Maçonaria na clandestinidade.
A Gran Logia Simbólica Española fundou-se no ano seguinte, no dia 15 de maio de 1980. Constituiu-se em Barcelona, com sede na rua de Avinyó. Tomou o seu nome de outra Obediência nascida na Catalunha em 1920. A GLSE nasceu como federação de Lojas masculinas, depositária e representante dos sinais identitários e dos ideais da franco-maçonaria histórica espanhola, ao recolher os princípios do Grande Oriente Espanhol, federação praticamente extinta sob a perseguição sofrida durante a ditadura de Franco.
Como sucedera em Londres 263 anos antes, integraram a GLSE Lojas que já tinham começado a funcionar clandestinamente, inclusive antes da morte do ditador. Vários dos seus promotores procediam do exílio europeu e americano. Algumas das primeiras Lojas foram Minerva i Lleialtat, de Barcelona, criada em fevereiro de 1977; também Justicia, na mesma cidade, e muito rapidamente a Hermes-Tolerancia, em Madrid. O primeiro Grão-Mestre da GLSE (1980-1987) foi Rafael Vilaplana Fuentes. Desde o princípio, o rito maçónico oficial da GLSE foi o Rito Escocês Antigo e Aceite (REAA), embora, anos mais tarde, se tenha também adoptado o Rito Francês. Em agosto de 2018 foram incorporados mais dois ritos: o Antigo e o Primitivo de Memphis-Mizraïm e o Rito da Emulação, de origem inglesa.
Muito pouco tempo depois, em 1983, a GLSE foi recebida no Centro de Ligação e Informação das Potências Signatárias do Acordo de Estrasburgo de 22 de janeiro de 1961. É o CLIPSAS, a grande organização mundial da franco-maçonaria liberal. As relações internacionais mais estreitas mantiveram-se desde o princípio com o Grande Oriente de França, a Federação Belga do Direito Humano, o Grande Oriente da Bélgica e a Grande Loja de Itália. Também com o Grande Oriente Lusitano (GOL), de Portugal, desde 1986 até hoje.
Em 1990 foi acordado declarar a laicidade como um dos valores centrais da Gran Logia Simbólica Española.

### A admissão de mulheres
Outro momento decisivo na história da GLSE ocorreu em 1992, durante o mandato do segundo Grão-Mestre, Roger Leveder Le Pottier. Já em 1990 tinha começado o debate sobre a “misticidade”, ou seja, sobre a admissão de mulheres. Este debate concluiu-se na Assembleia Geral de 27 de junho de 1992, celebrada em Barcelona, com a aprovação de uma decisiva reforma dos Regulamentos da organização. A GLSE admite desde então irmãs maçonas como membros de pleno direito e em regime de total igualdade com os seus irmãos varões. Foi o que então se chamou “tripla opção”. A primeira mulher que ingressou numa Loja da GLSE foi Josefina Saló. Iniciou-se na Loja Justícia nº 7, de Barcelona, no dia 14 de novembro de 1992.
No ano 2000, uma mulher (Ascensión Tejerina) foi eleita Grã-Mestra pela primeira vez. Em 2012 foi eleita a aragonesa Nieves Bayo. Ambas foram reeleitas para um segundo mandato.

### A consolidação interna e internacional
Em 1986, tres anos depois de ser admitida na organização, a GLSE organizou em Madrid a Assembleia Geral Anual do CLIPSAS, o que significou o reconhecimento do esforço dos maçons espanhois pela maçonaria liberal do mundo. Mas o reconhecimento definitivo desse esforço chegou em 1998, quando o CLIPSAS voltou a reunir-se em Espanha (desta vez em Barcelona) e se elegeu como seu presidente o quarto Grão-Mestre da GLSE, o advogado e escritor basco Javier Otaola Bajeneta. Otaola presidiu ao CLIPSAS entre 1997 y 1999.
Desde então, a GLSE não tem deixado de melhorar as suas relações com outras Obediências e organizações maçónicas de todo o mundo. Na actualidade, a GLSE mantém relações de mútuo reconhecimento com 43 Obediências maçónicas da Europa, África, Ásia e América, e está presente em todos os foros importantes da Maçonaria liberal do mundo. Em abril de 2005 organizou em Tarragona o encontro da União Maçónica do Mediterrâneo, e em 2016 voltou a fazê-lo em Toledo. A UMM integra hoje representantes de dez países ribeirinhos e trata de fomentar o diálogo, a convivência e o trabalho em comum entre todos esses países.
A 9 de maio de 2009, durante o mandato do Grão-Mestre Jordi Farrerons, a GLSE participou na fundação do Espacio Masónico de España (EME), que coordena as quatro Obediências maçónicas liberais mais importantes com presença em Espanha: a própria GLSE, a Federação Espanhola do Direito Humano, a Grande Loja Feminina de Espanha e o Grande Oriente de França. A 1 de outubro de 2016 inaugurou-se a nova sede central da GLSE, situada na rua Vallès de Barcelona, e disse-se adeus ao velho templo da rua de Avinyò. Em 29 de outubro de 2019, o Grão-Mestre Xavier Molina presidiu à inauguração da nova e ampla sede em Madrid, propriedade da GLSE e localizada na Rua de Belianes, em cujos templos funcionam as lojas de várias outras organizações maçônicas.
Hoje, 2022, a Gran Logia Simbólica Española integra 64 Lojas activas em quatro países (Espanha, França, Bélgica e Suécia) nas quais trabalham mais de 900 homens e mulheres.

## Logias adscritas à GLSE
- Rispeitável Loja Minerva-Lleialtat, nº 1 (Barcelona)
- Rispeitável Loja La Luz, nº 4 (Ghent, Bélgica)
- Rispeitável Loja Justícia nº 7 (Barcelona)
- Rispeitável Loja Hermes-Tolerância nº 8 (Madri)
- Rispeitável Loja Manuel Iradier, nº 26 (Vitoria)
- Rispeitável Loja Operários de Hiram, nº 29 (Sevilla)
- Rispeitável Loja Resurreción nº 30 (San Roque, Cádiz)
- Rispeitável Loja Amanhecer nº 31 (Madri)
- Rispeitável Loja Descartes nº 35 (Barcelona)
- Rispeitável Loja Lluís Vives, nº 37 (Valencia)
- Rispeitável Loja Justícia VII, nº 38 (Barcelona)
- Rispeitável Loja François Aragó nº 42 (Perpignan, França)
- Rispeitável Loja Concòrdia-Barcino nº 43 (Barcelona)
- Rispeitável Loja Arte Real nº 44 (Madri)
- Rispeitável Loja A Fraternitat do Vallès nº 45 (Terrassa, Barcelona)
- Rispeitável Loja Indivisible, nº 51 (Valladolid)
- Rispeitável Loja Altuna, nº 52 (Donostia/San Sebastián)
- Rispeitável Loja Logos nº 53 (Palma de Mallorca)
- Rispeitável Loja Iod do Maresme, nº 59 (Mataró, Barcelona)
- Rispeitável Loja Manuel Fabra nº 60 (Castellón)
- Rispeitável Loja Artesãos da Luz nº 62 (Estocolmo, Suécia)
- Rispeitável Loja Luz do Norte, nº 63 (Bilbao)
- Rispeitável Loja Renacimiento nº 64 (Madri)
- Rispeitável Loja Nova Era 93, nº 65 (A Laguna, Tenerife)
- Rispeitável Loja Meio dia nº 66 (Sevilla)
- Rispeitável Loja Llum i Llibertat nº 67 (Tarragona)
- Rispeitável Loja Bentayga, nº 68 (As Palmas de Grande Canaria)
- Rispeitável Loja Porta de Oriente, nº 69 (Almería)
- Rispeitável Loja Pedra Talhada nº 70 (Palafrugell, Girona)
- Rispeitável Loja Odisea nº 71 (Jerez da Fronteira, Cádiz)
- Rispeitável Loja Aurora nº 72 (Marbella, Málaga)
- Rispeitável Loja Lux Malacitana nº 74 (Málaga)
- Rispeitável Loja Icària, nº 75 (Barcelona)
- Rispeitável Loja Mariana de Pineda nº 76 (Granada)
- Rispeitável Loja Galiza, nº 77 (A Corunha)
- Rispeitável Loja Sapere Aude, n°78 (Palma de Mallorca)
- Rispeitável Loja Xavier Mina nº 79 (Pamplona)
- Rispeitável Loja Obradoiro-Keltoy, nº80 (Vigo)
- Rispeitável Loja Ágora, nº81 (Valencia)
- Rispeitável Loja Ciència i Llibertat n2 82 (Sant Andreu do Palomar, Barcelona)
- Rispeitável Loja Mediterrània nº 83 (Barcelona)
- Rispeitável Loja Porta de Denderah nº 84 (Barcelona)
- Rispeitável Loja Acacia nº 85 (Barcelona)
- Rispeitável Loja Ariadna nº 86 (Sevilla)
- Rispeitável Loja Sapientia-Ars Vivendi n.º 87 (Salamanca)
- Rispeitável Loja Siste Viator n.º 88 (Santa Cruz de Tenerife)
- Rispeitável Loja Librepensamiento n.º 90 (Zaragoza)
- Rispeitável Loja Mitra n.º 91 (Murcia)
- Rispeitável Loja Dos de Mayo n.º 92 (Las Rozas, Madrid)
- Rispeitável Loja Liberación n.º 93 (La Línea de la Concepción, Cádiz)
- Rispeitável Loja de las Artes y las Ciencias n.º 94 (Madrid)
- Rispeitável Loja Maxorata n.º 95 (Fuerteventura, Canarias)
- Rispeitável Loja Terre de Grenades nº 96 (Perpignan, Francia)
- Rispeitável Loja El Olivo y la Acacia nº 97 (Jaén)
- Rispeitável Loja Fraternité Universelle Hypatie nº 98 (Alicante)
- Rispeitável Loja Gea nº 99 (Madrid)
- Rispeitável Loja Cagliostro n.º 100 (Las Palmas de Gran Canaria)
- Rispeitável Loja Hispanoamericana n.º 101 (Valencia)
- Rispeitável Loja Migdia n.º102 (Castellón de La Plana)
- Rispeitável Loja Antonio Machado n.º 103 (Sevilla)
- Rispeitável Loja de Estudios Theorema
- Rispeitável Loja de Estudios Heredom
- Triângulo Maçônico Arte Real-Toledo (Toledo)
- Triângulo Maçônico Luz del Alba (Guadalajara)

## Grão-Mestres da GLSE
1. Rafael Vilaplana Fontes (1980-1987) †
2. Roger Leveder Lhe Pottier (1987-1993) †
3. Joan García Grau (1993-1997) †
4. Javier Otaola Bajeneta (1997-2000)
5. Ascensión Tejerina Hernández (2000-2006)
6. Jordi Farrerons Farré (2006-2012)
7. Neves Bayo Galego (2012-2018)
8. Xavier Molina Figueras (2018- )

## Organizações estatais e internacionais
A Grande Logia Simbólica Espanhola pertence às seguintes organizações masónicas:
- CLIPSAS (União de Estrasburgo)
- União Masónica do Mediterráneo (UMM)
- Aliança Masónica Européia (AME)[7]
- COMALACE (Contribuição à Construção Européia)[8]
- Espaço Masónico de Espanha (EME)[9]

## Tratados de Amizade
A Grande Logia Simbólica Espanhola tem assinados Tratados de Amizade e Mútuo Reconhecimento com as seguintes organizações masónicas:

### Europa
Áustria:
- Grossorient von Österreich (2003).

Bélgica:
- Grande Loge Féminine de Belgique (GLFB) (2011).
- Grand Orient de Belgique (2009).
- Grande Loge de Belgique (GLB) (2014).

Croácia:
- Grande Logia Nacional de Croácia (GLNC) (abril 2017).

Espanha:
- Supremo Conselho Masónico de Espanha (SCME) (2003)
- Grande Logia Feminina de Espanha (GLFE) (2008)
- Grande Oriente Ibério (GOI), 2016
- Federação Espanhola da Ordem Masónica Internacional Lhe Droit Humain, o Direito Humano (2011)
- Grande Capítulo Geral de Espanha (GCGE) (2011)

França:
- Grande Loge Mixte Universelle (GLMU) (2006)
- Grand Loge Independante et souverain dês Rites Unis (GLISRU (2007)
- Grand Orient de France (GOdF) (2008)

Grécia:
- Serenísimo Grande Oriente de Grécia (1992)
- Ordem Masónica Internacional “DELPHI” (2007)

Itália:
- Grande Loggia d’Itália (2004)

Luxemburgo:
- Grande Oriente de Luxemburgo (2013)

Portugal:
- Grande Oriente Lusitano (1990)
- Grande Logia Simbólica de Portugal (2014)
- Grande Logia Simbólica de Lusitania (GLSL) (junho 2017)

Polónia:
- Grande Oriente de Polónia (GOP) (novembro 2017)

Reino Unido
- Federacion Britanica do Direito Humano (LDH)

Rumania:
- Grande Loge Féminine de Roumanie (2005)

Eslovénia:
- Grande Oriente de Eslovénia (GOES) (abril 2017)

Suíça:
- Grand Orient de Suisse (2014)

Turquia:
- Grande Logia Liberal de Turquia (2006)

### África
Congo:
- Grands Orient et Loge Associés du Congo (GOLAC) (2000)

### América
Argentina:
- Grande Oriente Federal da República de Argentina (GOFRA) (2008)

Brasil:
- Soberana Grande Loja Arquitetos de Aquário (1997)
- Grande Loja Maçónica Mista do Brasil (2002)

Canadá:
- Grande Loge Nationale du Canada (1996)

Chile:
- Grande Logia Mista de Chile (2008)

Colômbia:
- Federação Colombiana de Logias Masónicas (2008)
- Grande Logia Simbólica de Colômbia (2011)

Equador:
- Grande Oriente Latinoamericano (GOLA) (2007)

Estados Unidos de América:
- Grande Logia de Língua Espanhola para os EE UU de Norte América (1992)
- Grande Logia George Washington Union (2003)
- Grande Loge Haitienne de St. Jean dês Orients d’Outremer (2003)
- Grande Oriente de Estados Unidos de América (2010)

Peru:
- Grande Logia Constitucional dos Masones da República do Peru (2008)

Uruguai:
- Grande Oriente da Francmasonería Mista Universal de Uruguai (GOFMU) (2008)

### Mediterráneo
Líbano:
- Grand Loge Unie du Liban (2010)
- Grande Logia Unificada do Líbano (GLUL) (abril 2017)

Malta:
- Grande Logia de Malta (GLM) (agosto 2017)

Marrocos:
- Grande Loge du Maroc (2011)
- Grande Loge Féminine du Maroc

## Ligaçóes externas
- Sitio site da Grande Logia Simbólica de Espanha..

1. ↑  «Predefinição:PageInfo.title» 🔗. logia-artereal.es (em espanhol). Consultado em 30 de julho de 2018[ligação inativa]
2. ↑  Iglesias, Fundación Pablo. «Vilaplana Fuentes, Rafael - Fundación Pablo Iglesias». www.fpabloiglesias.es (em espanhol). Consultado em 30 de julho de 2018
3. ↑  «Roger Leveder Le Pottier, masón catalán». EL PAÍS. 3 de julho de 1998
4. ↑  «Javier Otaola Bajeneta». Wikipedia en español
5. ↑  «Los masones de los países mediterráneos exigen soluciones inmediatas al drama de los refugiados». FENIXNEWS. 2016
6. ↑  «Grandes Maestres de la GLSE». Logia Obradoiro-Keltoy
7. ↑  «Declaración de la AME sobre Italia»
8. ↑  «Reunión de COMALACE en Florencia»
9. ↑  «Reunión del Espacio Masónico de España»